# General (Österreichisches Bundesheer)
General (izvirno nemško General; okrajšava Gen) je najvišji (štirizvezdni) generalski vojaški čin v Avstrijskih oboroženih silah; spada v Natov razred OF-09. Nadrejen je činu generalporočnika.
Čin je bil ustanovljen leta 1955. Oznaka čina je sestavljena iz treh šesterokrake zvezd, ki so obkrožene z vencem hrastovih listov. Narokavna oznaka čina (za slovestno uniformo) je sestavljena iz enega širokega in treh ozkih trakov (kot generalporočnik) ter rdečega zveznega orla.

## Oznake
- Službena epoletna oznaka
- Slovestna epoletna oznaka
- Narokavna oznaka